# مارغريت تيبير
بول لوسي مارغريت جافوي، المعروفة أكثر باسم مارغريت تيبير (1886–1982)، كانت أكاديمية فرنسية ومدافعة عن حقوق النساء وموظفة مدنية دولية. عملت تيبير في منظمة العمل الدولية بدءًا من عام 1926، وشاركت مع العديد من منظمات النساء، بما فيها الجمعية الفرنسية للنساء الجامعيات، ولجنة المراسلة بشأن عمل النساء، ونشرت العديد من الأعمال حول قضايا النساء.

## حياتها الشخصية
ولدت مارغريت تيبير في 31 يناير 1886 في منزلها في شالون-سور-ساون، فرنسا لعائلة دينية أسست في عام 1806 جماعة راهبات سانت جوزيف في دير كلوني بإقليم سون-إي-لوار في فرنسا. ابتعدت عن الكنيسة لاحقًا. كانت الابنة الثانية بين أربعة أخوة وأخوات، وُلدت بعد إليز وقبل ماري وبيير. لم تفضل تيبير مشاركة العديد من التفاصيل عن حياتها الشخصية والخاصة؛ والكثير مما يعرفه المؤرخون اليوم يعود إلى الرسائل التي تبادلتها تيبير مع الأصدقاء والعائلة والمعارف.
في عام 1912، تزوجت مارغريت تيبير من جورج تيبير، وفي العام التالي، أنجب الزوجان ابنتهما الوحيدة. استمر زواجهما ثلاث سنوات فقط حتى توفي جورج بسبب السل في عام 1915. عاشت تيبير 67 عامًا إضافية قبل وفاتها في عام 1982 عن عمر يناهز 96 عامًا.
طوال مسيرتها المهنية، سافرت مارغريت تيبير حول العالم، بما في ذلك رحلات جالت فيها إفريقيا وآسيا وأوروبا وأمريكا اللاتينية وكندا والولايات المتحدة. خلال الحرب العالمية الثانية، قضت وقتًا في العمل لصالح منظمة العمل الدولية في مونتريال، مما اضطرها لترك والدتها وابنتها وأحفادها في فرنسا. تأخرت مغادرتها بسبب ولادة حفيدها.
تحدثت مارغريت تيبير خمس لغات (الفرنسية والألمانية والإيطالية والإنجليزية والإسبانية)، مما سمح لها بالمشاركة بنشاط مع شخصيات مؤثرة دوليًا في تلك الفترة، بمن فيهم وزيرة العمل الأمريكية فرانسيس بيركينز، وإلينور روزفلت، أول سفيرة مكسيكية بالنيابة بالما غيين وزوجة سون يات-سين. رغم كثرة الرحلات الذي خاضتها به مارغريت تيبير، إلا أنها حافظت على علاقات وثيقة مع شقيقتها ماري وبقية عائلتها طوال حياتها.

### التعليم
كانت مارغريت تيبير جزءًا من الجيل الأول من النساء اللواتي التحقن بالجامعة في فرنسا. كانت طالبة في جامعة السوربون حيث حصلت على درجة الدكتوراه برسالتها «النسوية في الاشتراكية الفرنسية بين عامي 1830 و1850ۛ. كانت مارغريت تيبير السيدة الثانية عشرة التي حصلت على درجة الدكتوراه في العلوم الإنسانية في فرنسا.

## حياتها المهنية

### منظمة العمل الدولية
حدثت بعض أهم إنجازات مارغريت تيبير في حياتها المهنية أثناء عملها في منظمة العمل الدولية. انضمت إلى المنظمة في عام 1926 في جنيف بعد الانتهاء من دراستها للدكتوراه وبناءً على توصية مشرفها سيلستان بوجلي. هناك، كانت مسؤولة عن جمع المعلومات وكتابة تقارير حول ظروف عمل النساء والأطفال في جميع أنحاء العالم. عملت بصفة أكثر تحديدًا على قضايا مثل عدم المساواة في الأجور ونقص إعانات الأمومة. أثرت هذه القضايا أيضًا على حياة تيبير المهنية الخاصة حيث كان عليها مواجهة التمييز وظروف العمل الصعبة داخل المنظمة. واجهت النساء داخل المنظمة قضايا تتعلق بالحصول على عقود دائمة، وفرص الترقية، والمساواة في الأجور مقابل الأعمال المتساوية.
تابعت مارغريت تيبير العمل بعد تجاوز سن التقاعد الرسمي لمنظمة العمل الدولية. اعتزلت رسميًا من المنظمة في عام 1951 بعد فترة عمل بعقود جزئية.

### المكسيك
خلال عملها مع منظمة العمل الدولية، أبدت مارغريت تيبير اهتمامًا خاصًا بالمكسيك. بعد حضورها للمؤتمر الأمريكي الثاني للعمل، قضت وقتًا في المكسيك لمراقبة ودراسة ظروف عمل النساء والأطفال في البلاد. بكلماتها الخاصة، كان الذهاب إلى المكسيك في ذلك الوقت مهمًا لأنها كانت بلدًا «تزايدت فيه أعباء عمل النساء، وتأسست هيئة خاصة ضمن وزارة العمل قبل عامين، تبدو نشطة جدًا في التعامل مع مشكلات عمل النساء والقاصرين».